# Брестский замок (Беларусь)

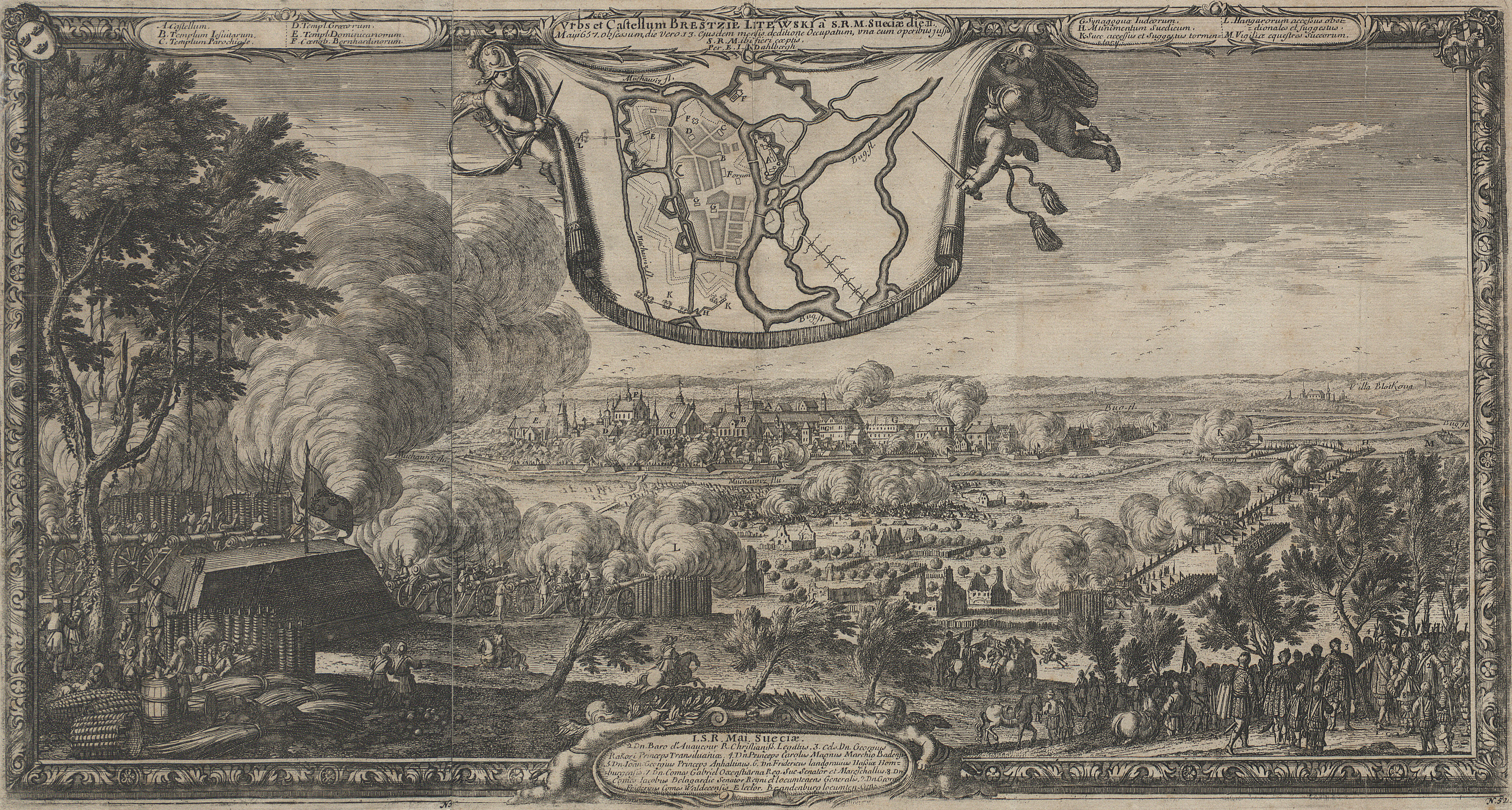
Осада замка во время Шведского потопа, 1657.

Брестский замок (бел. Берасцейскі замак) — замок, существовавший в Бресте до XVIII века, находившийся на территории, ограниченной Бугом и двумя рукавами реки Мухавец (ныне часть Брестской крепости).

## Описание
Берестейский детинец размером 234 х 187 х 234 метра был обнесён высоким земляным валом, на котором располагались одна каменная и четыре деревянных башни, соединённые между собой двухъярусными стенами-«городнями». В одной из башен, развёрнутых в сторону города, были въездные ворота и часы. В источниках упоминается каменная башня XIII века как угловая у Муховца.
Согласно инвентарю 1566 года, в цейхгаузе замка находилось 12 пушек, одна мортира, 96 гаковниц, 7 «киёв железных», доспехов на сто человек, копья, протазаны и прочее вооружение и амуниция. Согласно тому же инвентарю, в замке находилось большое мельничное колесо, приводившее в движение медные помпы для подачи воды по деревянным трубам, ступу для изготовления пороха и сукновальню.
За время своего существования, вплоть до XVIII века, замок пережил несколько осад, неоднократно был разрушен. Берестейский замок  был захвачен во время осады хмельницких казаков в 1648 году. По решению Сейма Речи Посполитой были начаты работы в середине XVII века по укреплению города в целом и замка в частности. В 1654-1655 годах были изданы парламентские конституции относительно городских укреплений, благодаря которым замок получил вполне современные укрепления. В то время замок и город были настолько сильно укреплены, что в 1655 году московские войска под командованием Урусова и Боратынского отказались от осады после того, как кастелян Мельхиор Станислав Савицкий отказался сдать крепость.
Первые шведские набеги появились под Брестом 17 мая 1657 года, а 21 мая к городу прибыла основная шведская армия. Осада велась 22 и 23 мая, обстреливая город с севера и подрывая город с западной стороны, где фортификационные работы еще не были завершены. 23 мая 1657 года крепость сдалась войскам Карла Густава и войскам трансильванского принца Георгия Ракоци, прибывшим на следующий день, но верный королю Яну Казимиру польский гарнизон покинул Брест с развернутыми знаменами, под ружьем, и имел гарантированную свободу марша. Замок был отбит шляхтой Брестского воеводства под командованием литовского виночерпия Михала Казимира Радзивилла. Войска Швеции и её союзников овладели городом и замком. По приказу короля Карла X Густава сделать Брест самым неприступным городом Эрик Дальберг подготовил проект фортификационных сооружений в замке, а также вокруг города, но проект не был осуществлён, так как до конца 1657 года завоеватели были вынуждены покинуть город.
 Во время Северной войны в 1705 году замок был захвачен шведским генералом Мейерфельдтом. В XIX веке бастионные укрепления замка вошли в состав Брестской крепости.